# Distrito de Nalut
El Distrito de Nalut (en árabe: نالوت‎ Nālūt) es uno de los actuales veintidós distritos de Libia. Posee como ciudad capital a la ciudad de Nalut. Comparte fronteras internacionales con Túnez, más específicamente con las gobernaciones de Tataouine y con Medenine.